# Maurício nos Jogos Olímpicos de Verão de 2024
Maurício participou dos Jogos Olímpicos de Verão de 2024, realizados em Paris, na França. Foi a 11.ª aparição consecutiva do país nos Jogos Olímpicos de Verão desde a estreia em Los Angeles 1984.
Foi representado por 13 atletas que competiram em sete esportes, mas nenhum conquistou medalhas.

## Competidores
Esta foi a participação por modalidade nesta edição:
| Esporte   | Masculino | Feminino | Total |
| --------- | --------- | -------- | ----- |
| Atletismo | 1         | 1        | 2     |
| Badminton | 1         | 1        | 2     |
| Ciclismo  | 1         | 2        | 3     |
| Judô      | 1         | 0        | 1     |
| Natação   | 1         | 1        | 2     |
| Triatlo   | 1         | 0        | 1     |
| Vela      | 1         | 1        | 2     |
| Total     | 7         | 6        | 13    |

## Desempenho

### Atletismo
- Q = Qualificado para a próxima fase
- q = Qualificado para a próxima fase como o perdedor mais rápido ou, em eventos de campo, pela posição sem atingir o alvo para qualificação
- N/A = Fase não aplicável para o evento
- Bye = Atleta não precisou disputar aquela fase

Masculino
Eventos de pista
| Atleta   | Evento | Preliminar | Preliminar | Baterias | Baterias | Semifinal   | Semifinal   | Final       | Final       | Ref.  |
| Atleta   | Evento | Tempo      | Pos.       | Tempo    | Pos.     | Tempo       | Pos.        | Tempo       | Pos.        | Ref.  |
| -------- | ------ | ---------- | ---------- | -------- | -------- | ----------- | ----------- | ----------- | ----------- | ----- |
| Noa Bibi | 100 m  | 10.27      | 1 Q        | 10.19    | 6        | Não avançou | Não avançou | Não avançou | Não avançou | [ 5 ] |

Feminino
Eventos de estrada
| Atleta        | Evento   | Final   | Final | Ref.  |
| Atleta        | Evento   | Tempo   | Pos.  | Ref.  |
| ------------- | -------- | ------- | ----- | ----- |
| Marie Perrier | Maratona | 2:34:56 | 54    | [ 6 ] |

### Badminton
Masculino
| Atleta      | Evento  | Fase de grupos        | Fase de grupos       | Fase de grupos | Oitavas              | Quartas              | Semifinal            | Final / DB           | Final / DB  | Ref.  |
| Atleta      | Evento  | Adversário Resultado  | Adversário Resultado | Pos.           | Adversário Resultado | Adversário Resultado | Adversário Resultado | Adversário Resultado | Pos.        | Ref.  |
| ----------- | ------- | --------------------- | -------------------- | -------------- | -------------------- | -------------------- | -------------------- | -------------------- | ----------- | ----- |
| Julien Paul | Simples | THA K Vitidsarn D 0–2 | FIN K Koljonen D 0–2 | 2              | Não avançou          | Não avançou          | Não avançou          | Não avançou          | Não avançou | [ 7 ] |

Feminino
| Atleta        | Evento  | Fase de grupos         | Fase de grupos       | Fase de grupos | Oitavas              | Quartas              | Semifinal            | Final / DB           | Final / DB  | Ref.  |
| Atleta        | Evento  | Adversário Resultado   | Adversário Resultado | Pos.           | Adversário Resultado | Adversário Resultado | Adversário Resultado | Adversário Resultado | Pos.        | Ref.  |
| ------------- | ------- | ---------------------- | -------------------- | -------------- | -------------------- | -------------------- | -------------------- | -------------------- | ----------- | ----- |
| Kate Foo Kune | Simples | EOR D Yavarivafa V 2–0 | SGP Yeo J D 0–2      | 2              | Não avançou          | Não avançou          | Não avançou          | Não avançou          | Não avançou | [ 8 ] |

### Ciclismo

#### Estrada
Masculino
| Atleta             | Evento             | Tempo | Pos. | Ref.  |
| ------------------ | ------------------ | ----- | ---- | ----- |
| Christopher Lagane | Corrida em estrada | DNF   | DNF  | [ 9 ] |

Feminino
| Atleta             | Evento             | Tempo | Pos. | Ref.   |
| ------------------ | ------------------ | ----- | ---- | ------ |
| Kimberley Le Court | Corrida em estrada | DNF   | DNF  | [ 10 ] |

#### Mountain bike
Feminino
| Atleta            | Evento        | Tempo | Pos. | Ref.   |
| ----------------- | ------------- | ----- | ---- | ------ |
| Aurélie Halbwachs | Cross-country | DNF   | DNF  | [ 11 ] |

### Judô
Masculino
| Atleta        | Evento    | Primeira fase           | Oitavas              | Quartas              | Semifinais           | Repescagem           | Final / DB           | Final / DB | Ref.   |
| Atleta        | Evento    | Adversário Resultado    | Adversário Resultado | Adversário Resultado | Adversário Resultado | Adversário Resultado | Adversário Resultado | Pos.       | Ref.   |
| ------------- | --------- | ----------------------- | -------------------- | -------------------- | -------------------- | -------------------- | -------------------- | ---------- | ------ |
| Rémi Feuillet | Até 90 kg | EST K Kaljulaid D 00–10 | Não avançou          | Não avançou          | Não avançou          | Não avançou          | Não avançou          | =17        | [ 12 ] |

### Natação
Masculino
| Atleta        | Evento      | Eliminatórias | Eliminatórias | Semifinal   | Semifinal   | Final       | Final       | Ref.   |
| Atleta        | Evento      | Tempo         | Pos.          | Tempo       | Pos.        | Tempo       | Pos.        | Ref.   |
| ------------- | ----------- | ------------- | ------------- | ----------- | ----------- | ----------- | ----------- | ------ |
| Ovesh Purahoo | 100 m livre | 52.22         | 60            | Não avançou | Não avançou | Não avançou | Não avançou | [ 13 ] |

Feminino
| Atleta          | Evento       | Eliminatórias | Eliminatórias | Semifinal   | Semifinal   | Final       | Final       | Ref.   |
| Atleta          | Evento       | Tempo         | Pos.          | Tempo       | Pos.        | Tempo       | Pos.        | Ref.   |
| --------------- | ------------ | ------------- | ------------- | ----------- | ----------- | ----------- | ----------- | ------ |
| Anishta Teeluck | 200 m costas | 2:18.67       | 27            | Não avançou | Não avançou | Não avançou | Não avançou | [ 14 ] |

### Triatlo
Masculino
| Atleta                     | Evento     | Tempo            | Tempo   | Tempo            | Tempo   | Tempo           | Tempo | Pos. | Ref.   |
| Atleta                     | Evento     | Natação (1,5 km) | Trans 1 | Ciclismo (40 km) | Trans 2 | Corrida (10 km) | Total | Pos. | Ref.   |
| -------------------------- | ---------- | ---------------- | ------- | ---------------- | ------- | --------------- | ----- | ---- | ------ |
| Jean Gaël Laurent L'Entete | Individual | 25.10            | 0:53    | LAP              | LAP     | LAP             | LAP   | LAP  | [ 15 ] |

### Vela
Eventos de eliminação
| Atleta           | Evento                 | Corrida | Corrida | Corrida | Corrida | Corrida | Corrida | Corrida   | Corrida   | Corrida   | Corrida   | Corrida   | Corrida   | Corrida   | Corrida   | Corrida   | Corrida   | Corrida     | Corrida     | Corrida     | Corrida     | Corrida     | Corrida     | Corrida     | Corrida     | Corrida     | Corrida     | Corrida     | Corrida     | Pos. | Ref.   |
| Atleta           | Evento                 | 1       | 2       | 3       | 4       | 5       | 6       | 7         | 8         | 9         | 10        | 11        | 12        | 13        | 14        | 15        | 16        | SF1         | SF2         | SF3         | SF4         | SF5         | SF6         | F1          | F2          | F3          | F4          | F5          | F6          | Pos. | Ref.   |
| ---------------- | ---------------------- | ------- | ------- | ------- | ------- | ------- | ------- | --------- | --------- | --------- | --------- | --------- | --------- | --------- | --------- | --------- | --------- | ----------- | ----------- | ----------- | ----------- | ----------- | ----------- | ----------- | ----------- | ----------- | ----------- | ----------- | ----------- | ---- | ------ |
| Jean de Falbaire | Formula Kite masculino | 17      | 15      | 15      | 21      | 21      | 15      | 16        | Cancelado | Cancelado | Cancelado | Cancelado | Cancelado | Cancelado | Cancelado | Cancelado | Cancelado | Não avançou | Não avançou | Não avançou | Não avançou | Não avançou | Não avançou | Não avançou | Não avançou | Não avançou | Não avançou | Não avançou | Não avançou | 19   | [ 16 ] |
| Julie Paturau    | Formula Kite feminino  | 18      | 17      | 21      | 21      | 21      | 21      | Cancelado | Cancelado | Cancelado | Cancelado | Cancelado | Cancelado | Cancelado | Cancelado | Cancelado | Cancelado | Não avançou | Não avançou | Não avançou | Não avançou | Não avançou | Não avançou | Não avançou | Não avançou | Não avançou | Não avançou | Não avançou | Não avançou | 20   | [ 17 ] |